# Derwent Cumberland Pencil Company
Derwent (раніше «Derwent Cumberland Pencil Company») — це марка олівців та інших канцтоварів. Бізнес розпочався в 1832 році в Камберленді під назвою «Banks, Son & Co». Компанія була придбана американською корпорацією ACCO Brands у 1980 році (відомою тоді як Rexel) і стала торговою маркою їх асортименту.

## Історія
Кесвік був добре відомим містечком у якому вироблялися найкращі олівці у світі. Раніше олівці виготовляли вручну в невеликих майстернях, але в 1832 р. перша фабрика олівців була відкрита фірмою «Banks, Son & Co». Ця компанія мала кількох різних власників, перш ніж стати «Олівцевою компанією Камберленда» в 1916 році.

## Різновиди олівців
Кольорові олівці марки Derwent традиційно продаються у наборах по 12, 24, 36 та 72 різних кольорів. Вони також доступні в кількох версіях дерев'яних презентаційних коробок або наборів із шести штук.
Найдавнішою є лінія кольорових олівців Дервент, художня версія була розширена з 24 кольорів до 72 у 1939 році та з 72 кольорів до 120 у 1996 році. Серія Studio та акварельні олівці Watercolour все ще доступні в 72 оригінальних кольорах. Пастельні олівці були представлені в 1994 році і мають 90 кольорів. Дервент також виготовляє зараз звичайні сухі пастелі.
Derwent Signature — це асортимент світлостійкі олівці, доступних у 60 кольорах (акварельні олівці Signature у 40 кольорах), але їхній випуск припинили через кілька років. Новий асортимент 72 кольорових олівців включає олівці Derwent Coloursoft та Derwent Inktense. Дервент також виробляє ряд графітних олівців, таких як Graphitone і Graphitint (водорозчинний кольоровий пігмент і графітова суміш) та вугільних олівців, таких як Tinted Charcoal, а також спеціальних предметів, таких як Aquatone, водорозчинні водорозчинних паличок з чистими кольорами. Фірмою Дервент також було створено водяний пензлик, у якому вода з резервуару подається до волоконного пензлика через клапан, даючи постійний потік води, коли пензлик торгається паперу. Фарби Derwent і Pelikan — лідери ринку товарів для дитячого мистецтва.

## Нагороди
Фірма Дервент була нагороджена нагородами королеви за підприємництво. У 2014 році Дервент був нагороджений премією екологічної та енергетичної обізнаності на місцевій зустрічі CN Business Awards.

## Музей олівців

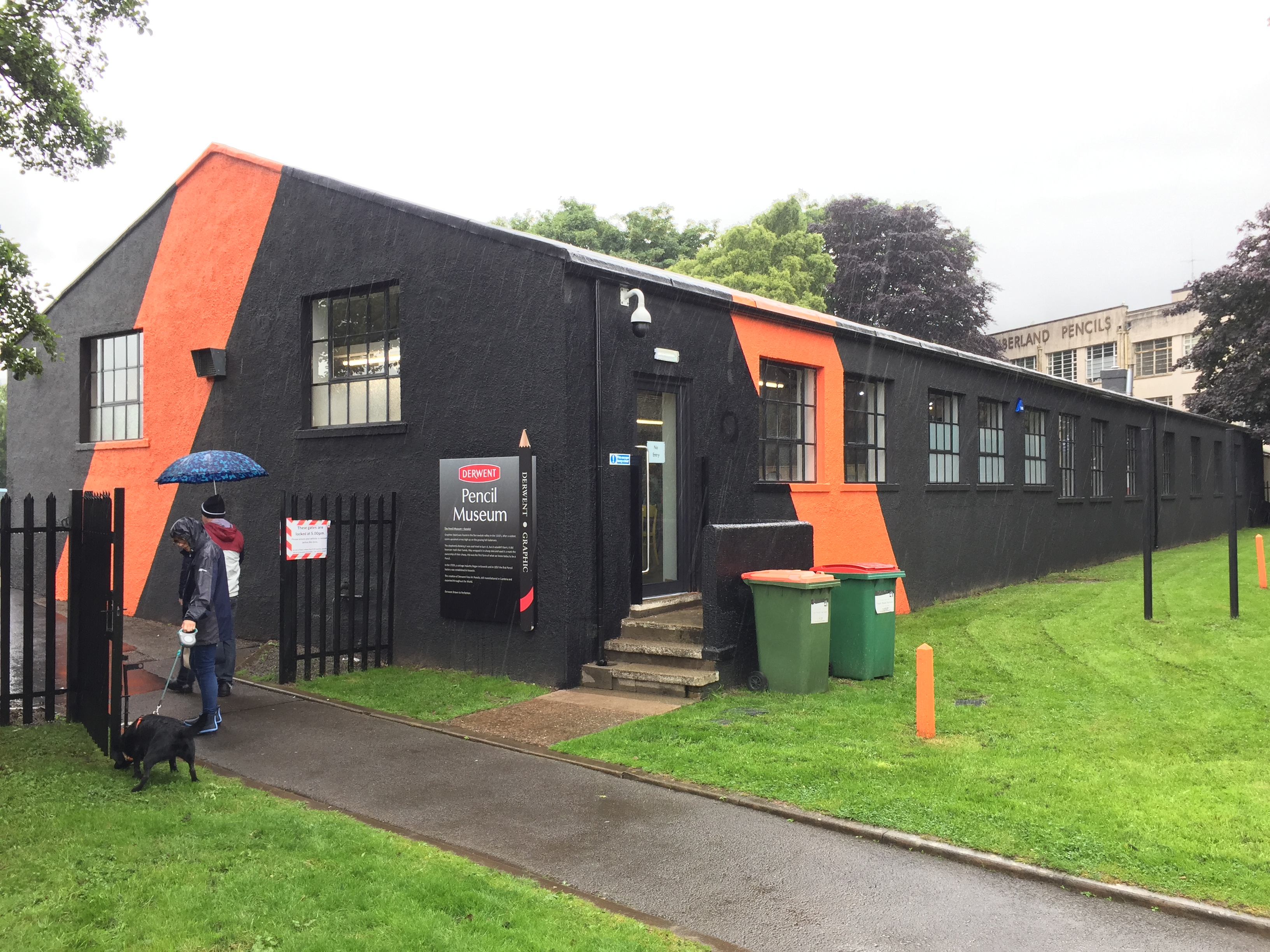
Музей олівця Дервента

Музей олівів Дервент присвячений історії фірми Дервента і знаходиться в Кесвіку. Екскурсію організовує музей, який показує історію виготовлення олівців та створення олівців Дервент.